# Psydrax subcordata
Psydrax subcordata là một loài thực vật có hoa trong họ Thiến thảo. Loài này được (DC.) Bridson miêu tả khoa học đầu tiên năm 1985.